# أديف
أديف (‎es‏ ، وهو اختصار لـ Administrador de Infraestructuras Ferroviarias ) أي (مدير البنية التحتية الحديدية) هي شركة إسبانية مملوكة للدولة لإدارة البنية التحتية للسكك الحديدية . تتبع هذه الشركة المملوكة للدولة وزارة النقل والتنقل المستدام في أسبانيا. تتولى أديف مسؤولية إدارة معظم البنية التحتية للسكك الحديدية في إسبانيا، أي المسار والإشارات والمحطات. تأسست في عام 2005 استجابة لمتطلبات الاتحاد الأوروبي لفصل الاحتكار الطبيعي لإدارة البنية التحتية عن العمليات التنافسية لتشغيل خدمات القطارات. وهي الخلف القانوني لـ رينيف (شبكة السكك الحديدية الوطنية الإسبانية) و فيف ( السكك الحديدية الإسبانية الضيقة ) و جيف ( مدير البنية الأساسية للسكك الحديدية).

## تاريخ الشركة
تم إنشاء أديف نتيجة لقانون قطاع السكك الحديدية، والذي نشأ من نقل التوجيهات الأوروبية التي فرضت على جميع السكك الحديدية الوطنية الأوروبية الكبيرة إدارة البنية التحتية والقطارات عليها بشكل مستقل. وكان الهدف النهائي لهذا التشريع هو السماح لأي مشغل سكك حديدية آخر يسعى إلى الوصول إلى الشبكة بالقيام بذلك على قدم المساواة مع المشغل الحالي (في حالة إسبانيا، رينفي) وبالتالي تعزيز المنافسة الحرة. أصبح تقسيم رينفي ساري المفعول في 1 يناير 2005 بين الشركتين:
1. رينفي (كيان تم إنشاؤه حديثًا): مالك القطارات والمسؤول عن تداولها، والذي يعمل في منافسة مع شركات السكك الحديدية الأخرى
2. أديف (الخليفة القانوني لشركة رينيف): مالك البنية التحتية والمسؤول عن إدارتها، والذي يقدم خدماته لأي مشغل للسكك الحديدية يطلب ذلك

تم إجراء عملية مماثلة في 31 ديسمبر 2012 مع شركة فيف ، وهي الشركة التي تدير خطوط السكك الحديدية الضيقة . تولت أديف مسؤولية جميع البنى التحتية الضيقة التي لم يتم نقلها إلى الحكومات المستقلة . لقد كان تنفيذ إسبانيا للتشريعات الأوروبية، وبالتالي امتثالها لها، محل نزاع في بعض الأحيان، بل وحتى عرضة للتحديات القانونية في بعض الأحيان.
طوال العقد الثاني من القرن الحادي والعشرين، تم إيلاء اهتمام كبير لتطوير الوجود الدولي لـ أديف؛ كما تسعى المنظمة إلى تعزيز مشاركة شركات السكك الحديدية الإسبانية المختلفة في المشاريع الدولية. وقد تم تحقيق بعض النجاح في هذه المساعي، مع تشكيل روابط مع شركاء في دول مثل الهند ومصر.
بين عامي 2016 و2021، قامت أديف بعملية مطولة ومعقدة نفذت بموجبها العديد من نماذج السوق الحرة الموجهة لتحل محل النماذج التي تفضل نظام رينيف المملوك للدولة. تم تنفيذ فصل قانوني أكبر (بهدف القضاء على أي تضارب في المصالح بين أديف ورينيف)، وتم منح الاعتراف الكامل بتراخيص التشغيل الممنوحة لمشغلي القطارات من قبل الدول الأعضاء الأخرى في الاتحاد الأوروبي، وتم إلغاء نظام الحصص، وتم منح سي أن أم سي سلطة تنظيمية أكبر بشأن مثل هذه الأمور. وفي أعقاب هذه التغييرات، وقعت ثلاث شركات مختلفة اتفاقيات مدتها عشر سنوات لتوفير خدمات مختلفة عالية السرعة، بما في ذلك على خطوط مدريد-برشلونة، ومدريد-شرق، ومدريد-جنوب، بحلول أوائل عام 2023.
خلال عام 2021، فرضت اللجنة الوطنية للأسواق والمنافسة (CNMC)، وهي الهيئة التنظيمية للمنافسة في إسبانيا، غرامات بلغ مجموعها 127.3 مليون يورو على مختلف إمدادات البنية التحتية، بما في ذلك ألستوم و
بومباردييه للنقل و شركة إشارات الكاف وشركة كوبرا و نوكيا و شركة سيمنز للسكك الحديدية وطاليس ألينا سبايس ، لتورطهم في كارتل قام بتضخيم أسعار العطاءات المقدمة لما لا يقل عن 82 مناقصة من قبل أديف ووزارة التنمية ومدير البنية التحتية للسكك الحديدية السابق (GIF)، المتعلقة ببناء وتنفيذ الأعمال والتوريد والتركيب والتشغيل والصيانة لأجهزة الأمن والاتصالات على شبكة السكك الحديدية في إسبانيا. وقد شملت هذه الإجراءات، التي اتخذت على مدى فترة 15 عامًا بين عامي 2002 و2017، عقودًا بقيمة 4.142 مليار يورو وتستمر حتى عام 2040.
خلال شهر ديسمبر 2022، تم نقل المسؤوليات المتعلقة برسوم الوصول إلى المسار من ميزانية الدولة إلى أديف؛ ويسمح هذا التغيير للمنظمة بتعديل الرسوم المفروضة بطرق مختلفة، مثل مراعاة العوامل الاقتصادية والاجتماعية المختلفة. وبعد فترة وجيزة، أوصت اللجنة الوطنية للمنافسة والأسواق بتعديل رسوم الوصول إلى المسار لتعكس التغييرات الكبيرة التي طرأت بعد جائحة كوفيد-19 على كل من حركة الركاب والإيرادات. خلال شهر يوليو 2023، وبعد عملية تقديم عطاءات تنافسية ، حصلت شركة التدقيق الدولية ديلويت على عقد لتطوير مقياس جديد لحساب رسوم الوصول هذه التي تم تطبيقها على المشغلين، مثل رينفي وإيريو وأويغو، لأول مرة في العام التالي.

## العمليات
تتولى أديف مسؤولية إدارة البنية التحتية للسكك الحديدية (المسارات والمحطات ومحطات الشحن وما إلى ذلك)، وإدارة حركة السكك الحديدية وتوزيع القدرة على مشغلي السكك الحديدية، وجمع الرسوم مقابل استخدام البنية التحتية والمحطات ومحطات الشحن.

## خطوط السكك الحديدية عالية السرعة الحالية في إسبانيا
| تاريخ الانتهاء   | خط |
| ---------------- | --- |
| أبريل 1992       | مدريد-إشبيلية HSL                                                                                               |
| أكتوبر 2003      | قسم مدريد – سرقسطة – ليدا (مدريد – برشلونة – الحدود الفرنسية HSL)                                               |
| أبريل 2005       | قسم سرقسطة – هويسكا (مدريد – هويسكا HSL)                                                                        |
| نوفمبر 2005      | مدريد-طليطلة HSL                                                                                                |
| ديسمبر 2006      | قسم ليدا – كامب دي تاراغونا (مدريد – برشلونة – الحدود الفرنسية HSL)                                             |
| ديسمبر 2007      | قسم مدريد - بلد الوليد (مدريد - ليون HSL)                                                                       |
| ديسمبر 2007      | قسم أنتقيرة – ملقة (مدريد – ملقة HSL)                                                                           |
| فبراير 2008      | كامب دي تاراغونا – قسم برشلونة (مدريد – برشلونة – الحدود الفرنسية HSL)                                          |
| ديسمبر 2010      | نفق فيغيريس-بيرثوس (تديره شركة TP Ferro ) وأقسام Nus Mollet Junction-جيرونا (مدريد-برشلونة-الحدود الفرنسية HSL) |
| ديسمبر 2010      | قسم مدريد – كوينكا – الباسيتي – فالنسيا (مدريد – قشتالة لا مانشا – منطقة فالنسيا – منطقة مورسيا HSL)            |
| ديسمبر 2011      | أورينس – سانتياغو دي كومبوستيلا – قسم لاكورونيا (مدريد – غاليسيا والممر الأطلسي HSL)                            |
| يناير 2013       | قسم برشلونة – فيغيريس (مدريد – برشلونة – الحدود الفرنسية HSL)                                                   |
| يونيو 2013       | قسم البسيط – أليكانتي (مدريد – قشتالة لا مانشا – منطقة فالنسيا – منطقة مورسيا HSL)                              |
| أبريل 2015       | قسم سانتياغو دي كومبوستيلا – فيغو (الممر الأطلسي HSL)                                                           |
| سبتمبر 2015      | بلد الوليد – فينتا دي بانيوس – قسم ليون (مدريد – ليون HSL)                                                      |
| يناير 2018       | قسم فالنسيا – كاستيلون (مدريد – قشتالة لا مانشا – منطقة فالنسيا – منطقة مورسيا HSL)                             |
| ديسمبر 2020/2021 | أقسام أولميدو - زامورا - أورينسي ( مدريد - منطقة غاليسيا HSL )؛ الطول التقريبي: 363 كم                          |

## خطوط السكك الحديدية عالية السرعة قيد الإنشاء في إسبانيا
1. ليون - أستورياس (باخاريس نيو لاين). الطول: 49.7 كم
2. فينتا دي بانيوس - بورغوس - فيتوريا. الطول: 200.4 كم
3. فيتوريا - بلباو - سان سباستيان. الطول: 176.5 كم (بما في ذلك الوصول إلى المدن)
4. مدريد – قشتالة لامانشا – منطقة فالنسيا – منطقة مورسيا. الطول: 955 كم (603 في الخدمة و 352 تحت الإنشاء)
5. امتداد طريق مدريد الجنوبي-توريجون دي فيلاسكو
6. الممر المتوسطي عالي السرعة. قسم مورسيا-ألميريا. الطول: 184.4 كم (باستثناء شبكة سكة حديد مورسيا)
7. أنتقيرة-غرناطة. الطول: 125.7 كم
8. مدريد - إكستريمادورا - الحدود البرتغالية. الطول المقدر: 450 كم
9. مدريد: اتصال أتوتشا-تشامارتين. الطول: 8.2 كم [31]

## المعلومات المالية عن الشركة
|                                  | 2008    | 2009    | 2010    | الاختلاف 09-10 |
| -------------------------------- | ------- | ------- | ------- | -------------- |
| صافي مبيعات الأعمال              | 1,807.0 | 1,963.0 | 1,999.8 | 1.87%          |
| إجمالي الربح التشغيلي (EBITDA)   | 204.7   | 278.0   | 399.7   | 43.78%         |
| دخل                              | 2,718.9 | 2,819.4 | 2,948.7 | 4.59%          |
| تكاليف التشغيل                   | 1,568.3 | 1,769.5 | 1,766.1 | -0.19%         |
| الرواتب والتعويضات للموظفين      | 653.0   | 674.5   | 710.5   | 5.34%          |
| إجمالي القيمة الاقتصادية الموزعة | 2,542.4 | 2,546.2 | 2,573.5 | 1.07%          |